# Einstein on the Beach (For an Eggman)
"Einstein on the Beach (For an Eggman)" é uma canção escrita por Steve Bowman, David Bryson, Adam Duritz e  Malley Gillingham, gravada pela banda Counting Crows.
A música fez parte da compilação editada por vários artistas lançada em 1994, DGC Rarities Volume 1, e depois na compilação da banda Films About Ghosts (The Best Of...) em 2003.

## Paradas
| Ano  | Parada            | Posição |
| ---- | ----------------- | ------- |
| 1994 | Alternative Songs | 1       |